# Kelly Rutherford
Kelly Rutherford Deane (ur. 6 listopada 1968 w Elizabethtown) – amerykańska aktorka telewizyjna i filmowa, modelka.

## Życiorys

### Wczesne lata
Urodziła się w Elizabethtown w stanie Kentucky jako córka Ann Edwards, rozwiedzionej modelki i pisarki, która wychowywała samotnie ją i jej młodszego brata Anthony’ego. Miała także dwie młodsze siostry przyrodnie – Courtney i Lindsey. Po ukończeniu szkoły średniej Beverly Hills Playhouse, w 1985 roku studiowała aktorstwo w HB Studio w Nowym Jorku, gdzie jako 17-latka dorabiała jako modelka i występowała w reklamach, m.in. z Mattem LeBlanc.

### Kariera
Trafiła po raz pierwszy na kinowy ekran w dramacie sensacyjno-kryminalnym Błękitny gliniarz (Shakedown, 1988) u boku Petera Wellera i Sama Elliotta oraz dreszczowcu Fantom centrum handlowego (Phantom of the Mall: Eric's Revenge, 1989) z Robem Estesem i Morgan Fairchild.
Zasłynęła rolą Stephanie „Sam” Whitmore w operze mydlanej NBC Pokolenia (Generations, 1989–1990), za którą była nominowana do nagrody Soap Opera Digest. Brała udział w kilku tureckich reklamach.
Po występie w telewizyjnym dramacie CBS Milcząca prawda (Breaking the Silence, 1992) z Stephanie Zimbalist, zdobyła popularność rolą Judy Owen w operze mydlanej ABC Domowy front (Homefront, 1992–1993), serialu-westernie Fox Przygoda na Dzikim Zachodzie (The Adventures of Brisco County Jr., 1993–1994) u boku Bruce’a Campbella jako piosenkarka salonowa Dixie Cousins i operze mydlanej stacji Fox Melrose Place (1996–1999) w roli Megan Lewis.
Wygrała z Charismą Carpenter, Shannen Doherty i Kate Winslet rywalizację o angaż do roli jednej z ofiar tajemniczego mordercy w masce, Christine Hamilton – dziewczyny Cottona Weary (Liev Schreiber), która nie jest do końca pewna czy może mu ufać, w sequelu dreszczowca Wesa Cravena Krzyk 3 (Scream 3, 2000) u boku Neve Campbell, Davida Arquette, Courteney Cox, Patricka Dempseya, Parker Posey i Scotta Foleya. Grała rolę Lily Van der Woodsen w serialu młodzieżowym CW Plotkara (Gossip Girl, 2007–2012).

## Życie prywatne
Od 30 czerwca 2001 do 11 stycznia 2002 roku była żoną Carlosa Tarajano (ur. 1970). Małżeństwo zakończyło się rozwodem. W sierpniu 2006 roku ponownie wyszła za mąż za niemieckiego biznesmena Daniela Gierscha (ur. 1973). Mają syna Hermésa Gustafa Daniela (ur. 18 października 2006) i córkę Helenę Grace (ur. 8 czerwca 2009). W grudniu 2008 Kelly Rutherford rozwiodła się z Danielem.

## Filmografia
- 1988: Loving
- 1988: Błękitny gliniarz (Shakedown) jako oglądająca telewizję
- 1989–1990: Pokolenia (Generations) jako Sam Whitmore
- 1989: Fantom centrum handlowego (Phantom of the Mall: Eric's Revenge) jako sprzedawczyni
- 1992–1993: Homefront jako Judy Owen
- 1992:	Bodies of Evidence jako Diana Wallace (gościnnie)
- 1992: Bill & Ted's Excellent Adventures (gościnnie)
- 1992: Milcząca prawda (Breaking the Silence) jako Cheryl
- 1993–1994: Przygoda na Dzikim Zachodzie (The Adventures of Brisco County Jr.) jako Dixie Cousins (gościnnie)
- 1994: Kocham kłopoty (I Love Trouble) jako Kim
- 1994: Tis a Gift to Be Simple jako Emily Hanover
- 1994: Bursztynowe fale (Amberwaves) jako Lola Burns
- 1995: Courthouse jako Christine Lunden (gościnnie)
- 1995: The Great Defender jako Frankie Collett
- 1996: Pogrzebana prawda (Buried Secrets) jako Danielle Roff
- 1996: E! True Hollywood Story (gościnnie) (ona sama)
- 1996: Głęboka miłość (No Greater Love) jako Edwina Winfield
- 1996: Więzy krwi (Kindred: The Embraced) jako Caitlin Byrne
- 1996–1999: Melrose Place jako Megan Lewis Mancini McBride
- 1997: The Disturbance at Dinner jako Marian Pronkridge
- 1997: Cyclops, Baby jako Randy
- 1998: Ucieczka (The Perfect Getaway) jako Julia Robinson
- 1999: Nash Bridges jako Roxanne 'Roxie' Hill (gościnnie)
- 1999–2000: Luzik Guzik (Get Real) jako Laura Martineau
- 2000: Po tamtej stronie (The Outer Limits) jako Rachel (gościnnie)
- 2000: Longshot jako ona sama
- 2000–2001: Ścigany (The Fugitive) jako Helen Kimble (gościnnie)
- 2000: Wietnamski eksperyment (The Chaos Factor) jako Jodi
- 2000: Krzyk 3 (Scream 3) jako Christine Hamilton
- 2000: Amerykański skandal (Sally Hemings: An American Scandal) jako lady Maria Cosway
- 2001: Intimate Portrait: Lisa Rinna jako ona sama
- 2001: Niesamowite opowieści (Night Visions) jako Marilyn Lanier (gościnnie)
- 2001: Więzy krwi (Angels Don't Sleep Here) jako Kate Porter
- 2001: Dopuszczalne ryzyko (Robin Cook's Acceptable Risk) jako Kim Welles
- 2001: The Tag jako Wendy
- 2002: Eastwick jako Alex
- 2002–2003: Bez pardonu (The District) jako Melinda Lockhart (gościnnie)
- 2003–2004: Raport o zagrożeniach (Threat Matrix) jako agent specjalny Frankie Ellroy-Kilmer
- 2003: Płynąc pod prąd (Swimming Upstream) jako Sandra Bird
- 2005–2006: Pentagon: Sektor E (E-Ring) jako Samantha „Sonny” Liston (gościnnie)
- 2007–2012: Plotkara (Gossip Girl) jako Lilian van der Woodsen
- 2007: Świadek zbrodni (Tell Me No Lies) jako Laura Cooper
- 2013: The Stream jako Maggie Terry
- 2014: Kości (Bones) jako Stephanie McNamara (gościnnie)
- 2014: Reckless jako Joyce Reed
- 2014: Being Mary Jane jako Cynthia Phillips
- 2015: Tajemnice Laury (The Mysteries of Laura) jako Lisa Hanlon
- 2016: Quantico jako Laura Wyatt
- 2016: Jane the Virgin jako redaktorka
- 2018: Dynastia jako Melissa Daniels